# Mimogyaritus fasciatus
Mimogyaritus fasciatus là một loài bọ cánh cứng trong họ Cerambycidae.